# Stuart Rosenberg
Stuart Rosenberg (ur. 11 sierpnia 1927 w Nowym Jorku, zm. 15 marca 2007 w Los Angeles) – amerykański reżyser filmowy i telewizyjny.

## Życiorys
Rosenberg urodził się na Brooklynie w Nowym Jorku. Studiował literaturę irlandzką na Uniwersytecie Nowojorskim. Jako reżyser debiutował w telewizji, w latach 50., realizując odcinki popularnych wówczas seriali. Na początku lat 60. zrealizował kilka filmów telewizyjnych, a na dużym ekranie zadebiutował w 1967 filmem Nieugięty Luke; z Paulem Newmanem i George’em Kennedym, który za swoją rolę otrzymał Oscara. W późniejszych latach Newman zagrał główne role jeszcze w 3 swoich filmach Rosenberga. Reżyser swój ostatni film zrealizował w 1991. Potem był wykładowcą na Amerykańskim Instytucie Filmowym.
Zmarł na zawał serca w swoim domu w Beverly Hills.

## Filmografia
- Nieugięty Luke (1967)
- Kwietniowe szaleństwa (1969)
- Z własnej kieszeni (1972)
- Uśmiechnięty gliniarz (1973)
- Zdradliwa toń (1975)
- Przeklęty rejs (1976)
- Miłość i kule (1979)
- Horror Amityville (1979)
- Więzień Brubaker (1980)
- Papież z Greenwich Village (1984)
- Uwolnić Harry’ego (1986)